# Poul la Cour
Poul la Cour, född den 13 april 1846 på Skjærsø, död den 24 april 1908, var en dansk fysiker och uppfinnare. Han var bror till Jørgen Carl la Cour och farbror till Jens Lassen la Cour.
Poul la Cour, som tillhörde den franskbördiga danska släkten la Cour, blev 1864 student och tog magisterkonferensen i meteorologi 1869. Han företog därefter en utländsk resa för att göra meteorologiska observationer och anställdes efter sin hemkomst som vice direktör vid det nyinrättade danska meteorologiska institutet i Köpenhamn 1872 där han bland annat hade till uppgift att sätta upp meteorologiska stationer runt om i Danmark.
Han lämnade emellertid denna plats 1877 för att utarbeta sina uppfinningar angående mångfaldig telegrafering med hjälp av stämgafflar (fonotelegraf) och tonhjul som var ett system där 100 samtidiga telegram kunde sändas samtidigt. År 1878 tog han emellertid anställning som lärare i fysik och matematik vid Askovs folkhögskola, där han verkade till sin död, sedan 1894 med professors titel.
La Cours system för mångfaldig telegrafering blev på flera ställen antaget i praktiken. Genom den av honom 1888 uppfunna spektrotelegrafen gavs optiska ljussignaler i form av Morsetecken. Han hade genom en regulator (kratostaten) tillgodogjort vindens kraft för att med jämn hastighet driva maskiner och uppfunnit en delvis i praktiken tillämpad metod för magasinering av vindkraft i elektriska ackumulatorer. 
Hans förnämsta skrifter är Methode til Maaling af sammenhængende Skylags Højde (1872), Bearbejdelse af Tyge Brahes meteorologiske Dagbog (1876), Tonehjulet (1878), Historisk Mathematik (en populär framställning av matematikens historiska utveckling, 1888; 2:a upplagan 1899), Menneskelegemet (1889; 5:e uppl. 1904) samt (i förening med Jacob Appel) Historisk fysik (1896–1901), utgiven 1906 på tyska.
Poul la Cour var en pionjär inom utveckling av vindkraft och var bland annat lärare för vindkraftuppfinnaren Johannes Juul.

## Utmärkelser
- John Scott-medaljen,  1886[5]
- Professors namn,  1894[6]
- Riddare av Dannebrogorden,  1902[6]

[Redigera Wikidata]